# 何塞佩德羅巴雷拉村 (烏拉圭)
何塞佩德羅巴雷拉村是烏拉圭的城市，由拉瓦耶哈省負責管轄，位於該國東南部，距離首府米納斯135公里，始建於1912年，海拔高度140米，2004年人口5,332。

## 外部連結
- INE map of José Pedro Varela （页面存档备份，存于）